# 比蒂斯科納 (印第安納州)
比蒂斯科納（英語：Beattys Corner）是位於美國印第安納州拉波特縣的一個非建制地區。該地的面積和人口皆未知。

## 歷史
約翰·比蒂（John Beatty）與他的同伴在1833年左右在當地建立了一個鋸木廠。比蒂斯科納曾被稱爲比蒂斯科納斯（Beatty's Corners），於1842年成立並被測量。